# Золотой глобус (премия, 2017)
74-я церемония вручения наград премии «Золотой глобус»

8 января 2017 года
Лучший фильм (драма): 

«Лунный свет»
Лучший фильм (комедия или мюзикл): 

«Ла-Ла Ленд»
Лучший сериал (драма): 

«Корона»
Лучший сериал (комедия или мюзикл): 

«Атланта»
Лучший мини-сериал или телефильм: 

«Народ против О. Джея Симпсона: Американская история преступлений»
‹ 73-я Церемонии вручения 75-я ›
74-я церемония вручения наград премии «Золотой глобус» за заслуги в области кинематографа и телевидения за 2016 год состоялась 8 января 2017 года в отеле Беверли-Хилтон (Беверли-Хиллз, Лос-Анджелес, Калифорния). Номинанты были объявлены 12 декабря 2016 года.
Церемония транслировалась в прямом эфире на канале NBC, её ведущим впервые выступил комик Джимми Фэллон.
Почётная премия имени Сесиля Б. Де Милля за жизненные достижения в области кинематографа была вручена восьмикратной обладательнице «Золотого глобуса» — актрисе Мерил Стрип. На церемонии вручения премии актриса выступила в защиту актёров Голливуда, иностранцев и прессы и против избранного президента США Дональда Трампа.
Мюзикл Дэмьена Шазелла «Ла-Ла Ленд» забрал все 7 наград, в которых был представлен, включая призы в основных категориях: за лучший фильм — комедия или мюзикл, лучшую режиссуру, лучший сценарий и лучшую мужскую и женскую роли, тем самым установив новый рекорд премии по количеству наград, принадлежавший ранее картине «Пролетая над гнездом кукушки» (6 наград из 6 номинаций).

## Список лауреатов и номинантов
• Победители выделены отдельным цветом. 

### Игровое кино
Количество наград/номинаций:
- 7/7: «Ла-Ла Ленд»
- 1/6: «Лунный свет»
- 1/5: «Манчестер у моря»
- 0/4: «Лев» / «Флоренс Фостер Дженкинс»
- 1/3: «Под покровом ночи»
- 0/3: «Любой ценой» / «По соображениям совести»
- 2/2: «Она»
- 1/2: «Ограды»
- 0/2: «Женщины XX века» / «Дэдпул» / «Лавинг» / «Прибытие» / «Скрытые фигуры» / «Зверопой» / «Моана»
- 1/1: «Зверополис»

| Категории                             | Лауреаты и номинанты                                                                              | Лауреаты и номинанты                                                                     |
| ------------------------------------- | ------------------------------------------------------------------------------------------------- | ---------------------------------------------------------------------------------------- |
| Лучший фильм — драма                  | • Лунный свет / Moonlight                                                                         | • Лунный свет / Moonlight                                                                |
| Лучший фильм — драма                  | • Любой ценой / Hell or High Water                                                                |                                                                                          |
| Лучший фильм — драма                  | • Лев / Lion                                                                                      |                                                                                          |
| Лучший фильм — драма                  | • Манчестер у моря / Manchester by the Sea                                                        |                                                                                          |
| Лучший фильм — драма                  | • По соображениям совести / Hacksaw Ridge                                                         |                                                                                          |
| Лучший фильм — комедия или мюзикл     | • Ла-Ла Ленд / La La Land                                                                         | • Ла-Ла Ленд / La La Land                                                                |
| Лучший фильм — комедия или мюзикл     | • Женщины XX века / 20th Century Women                                                            |                                                                                          |
| Лучший фильм — комедия или мюзикл     | • Дэдпул / Deadpool                                                                               |                                                                                          |
| Лучший фильм — комедия или мюзикл     | • Флоренс Фостер Дженкинс / Florence Foster Jenkins                                               |                                                                                          |
| Лучший фильм — комедия или мюзикл     | • Синг Стрит / Sing Street                                                                        |                                                                                          |
| Лучшая режиссура                      |                                                                                                   | • Дэмьен Шазелл — «Ла-Ла Ленд»                                                           |
| Лучшая режиссура                      | • Том Форд — «Под покровом ночи»                                                                  |                                                                                          |
| Лучшая режиссура                      | • Мел Гибсон — «По соображениям совести»                                                          |                                                                                          |
| Лучшая режиссура                      | • Барри Дженкинс — «Лунный свет»                                                                  |                                                                                          |
| Лучшая режиссура                      | • Кеннет Лонерган — «Манчестер у моря»                                                            |                                                                                          |
| Лучший актёр в драматическом фильме   |                                                                                                   | • Кейси Аффлек — «Манчестер у моря» (за роль Ли Чандлера)                                |
| Лучший актёр в драматическом фильме   | • Джоэл Эдгертон — «Лавинг» (за роль Ричарда Лавинга)                                             |                                                                                          |
| Лучший актёр в драматическом фильме   | • Эндрю Гарфилд — «По соображениям совести» (за роль Десмонда Досса)                              |                                                                                          |
| Лучший актёр в драматическом фильме   | • Вигго Мортенсен — «Капитан Фантастик» (за роль Бена Кэша)                                       |                                                                                          |
| Лучший актёр в драматическом фильме   | • Дензел Вашингтон — «Ограды» (за роль Троя Максона)                                              |                                                                                          |
| Лучшая актриса в драматическом фильме |                                                                                                   | • Изабель Юппер — «Она» (за роль Мишель Леблан)                                          |
| Лучшая актриса в драматическом фильме | • Эми Адамс — «Прибытие» (за роль Луизы Бэнкс)                                                    |                                                                                          |
| Лучшая актриса в драматическом фильме | • Джессика Честейн — «Мисс Слоун» (за роль Элизабет Слоун)                                        |                                                                                          |
| Лучшая актриса в драматическом фильме | • Рут Негга — «Лавинг» (за роль Милдред Лавинг)                                                   |                                                                                          |
| Лучшая актриса в драматическом фильме | • Натали Портман — «Джеки» (за роль Джеки Кеннеди)                                                |                                                                                          |
| Лучший актёр в комедии или мюзикле    |                                                                                                   | • Райан Гослинг — «Ла-Ла Ленд» (за роль Себастьяна)                                      |
| Лучший актёр в комедии или мюзикле    | • Колин Фаррелл — «Лобстер» (за роль Дэвида)                                                      |                                                                                          |
| Лучший актёр в комедии или мюзикле    | • Хью Грант — «Флоренс Фостер Дженкинс» (за роль Сент-Клэра Бэйфилда)                             |                                                                                          |
| Лучший актёр в комедии или мюзикле    | • Джона Хилл — «Парни со стволами» (за роль Ефраима Дивероли)                                     |                                                                                          |
| Лучший актёр в комедии или мюзикле    | • Райан Рейнольдс — «Дэдпул» (за роль Уэйда Уилсона / Дэдпула)                                    |                                                                                          |
| Лучшая актриса в комедии или мюзикле  |                                                                                                   | • Эмма Стоун — «Ла-Ла Ленд» (за роль Мии Долан)                                          |
| Лучшая актриса в комедии или мюзикле  | • Аннетт Бенинг — «Женщины XX века» (за роль Доротеи Филдс)                                       |                                                                                          |
| Лучшая актриса в комедии или мюзикле  | • Лили Коллинз — «Вне правил» (за роль Марлы Мабри)                                               |                                                                                          |
| Лучшая актриса в комедии или мюзикле  | • Хейли Стейнфелд — «Почти семнадцать» (за роль Надин)                                            |                                                                                          |
| Лучшая актриса в комедии или мюзикле  | • Мерил Стрип — «Флоренс Фостер Дженкинс» (за роль Флоренс Фостер Дженкинс)                       |                                                                                          |
| Лучший актёр второго плана            |                                                                                                   | • Аарон Тейлор-Джонсон — «Под покровом ночи» (за роль Рэя Маркуса)                       |
| Лучший актёр второго плана            | • Махершала Али — «Лунный свет» (за роль Хуана)                                                   |                                                                                          |
| Лучший актёр второго плана            | • Джефф Бриджес — «Любой ценой» (за роль Маркуса Гамильтона)                                      |                                                                                          |
| Лучший актёр второго плана            | • Саймон Хелберг — «Флоренс Фостер Дженкинс» (за роль Косме Макмуна)                              |                                                                                          |
| Лучший актёр второго плана            | • Дев Патель — «Лев» (за роль Сару Брайерли)                                                      |                                                                                          |
| Лучшая актриса второго плана          |                                                                                                   | • Виола Дэвис — «Ограды» (за роль Роуз Максон)                                           |
| Лучшая актриса второго плана          | • Наоми Харрис — «Лунный свет» (за роль Паулы)                                                    |                                                                                          |
| Лучшая актриса второго плана          | • Николь Кидман — «Лев» (за роль Сью Брайерли)                                                    |                                                                                          |
| Лучшая актриса второго плана          | • Октавия Спенсер — «Скрытые фигуры» (за роль Дороти Воан)                                        |                                                                                          |
| Лучшая актриса второго плана          | • Мишель Уильямс — «Манчестер у моря» (за роль Рэнди Чандлер)                                     |                                                                                          |
| Лучший сценарий                       |                                                                                                   | • Дэмьен Шазелл — «Ла-Ла Ленд»                                                           |
| Лучший сценарий                       | • Том Форд — «Под покровом ночи»                                                                  |                                                                                          |
| Лучший сценарий                       | • Барри Дженкинс — «Лунный свет»                                                                  |                                                                                          |
| Лучший сценарий                       | • Кеннет Лонерган — «Манчестер у моря»                                                            |                                                                                          |
| Лучший сценарий                       | • Тейлор Шеридан — «Любой ценой»                                                                  |                                                                                          |
| Лучшая музыка к фильму                |                                                                                                   | • Джастин Гурвиц — «Ла-Ла Ленд»                                                          |
| Лучшая музыка к фильму                | • Николас Брителл — «Лунный свет»                                                                 |                                                                                          |
| Лучшая музыка к фильму                | • Йохан Йоханнссон — «Прибытие»                                                                   |                                                                                          |
| Лучшая музыка к фильму                | • Дастин О’Хэллоран, Хаушка — «Лев»                                                               |                                                                                          |
| Лучшая музыка к фильму                | • Ханс Циммер, Фаррелл Уильямс, Бенджамин Уоллфиш — «Скрытые фигуры»                              |                                                                                          |
| Лучшая песня                          | • City of Stars — «Ла-Ла Ленд» — музыка: Джастин Гурвиц, слова: Бендж Пасек, Джастин Пол          | • City of Stars — «Ла-Ла Ленд» — музыка: Джастин Гурвиц, слова: Бендж Пасек, Джастин Пол |
| Лучшая песня                          | • Can’t Stop the Feeling! — «Тролли» — музыка и слова: Джастин Тимберлейк, Макс Мартин, Shellback |                                                                                          |
| Лучшая песня                          | • Faith — «Зверопой» — музыка и слова: Райан Теддер, Стиви Уандер, Фрэнсис Фаревелл Старлайт      |                                                                                          |
| Лучшая песня                          | • Gold — «Золото» — музыка и слова: Danger Mouse, Стивен Гаан, Дэниэл Пембертон, Игги Поп         |                                                                                          |
| Лучшая песня                          | • How Far I’ll Go — «Моана» — музыка и слова: Лин-Мануэль Миранда                                 |                                                                                          |
| Лучший анимационный фильм             | • Зверополис / Zootopia                                                                           | • Зверополис / Zootopia                                                                  |
| Лучший анимационный фильм             | • Моана / Moana                                                                                   |                                                                                          |
| Лучший анимационный фильм             | • Жизнь Кабачка / Ma vie de Courgette                                                             |                                                                                          |
| Лучший анимационный фильм             | • Зверопой / Sing                                                                                 |                                                                                          |
| Лучший анимационный фильм             | • Кубо. Легенда о самурае / Kubo and the Two Strings                                              |                                                                                          |
| Лучший фильм на иностранном языке     | • Она / Elle (Франция)                                                                            | • Она / Elle (Франция)                                                                   |
| Лучший фильм на иностранном языке     | • Божественные / Divines (Франция)                                                                |                                                                                          |
| Лучший фильм на иностранном языке     | • Неруда / Neruda (Чили)                                                                          |                                                                                          |
| Лучший фильм на иностранном языке     | • Коммивояжёр / فروشنده (Forushande) (Иран, Франция)                                              |                                                                                          |
| Лучший фильм на иностранном языке     | • Тони Эрдманн / Toni Erdmann (Германия)                                                          |                                                                                          |

### Телевизионные категории
Количество наград/номинаций:
- 2/5: «Народ против О. Джея Симпсона: Американская история преступлений»
- 3/4: «Ночной администратор»
- 2/3: «Корона»
- 1/3: «Черноватый»
- 0/3: «Это мы» / «Мир Дикого запада» / «Однажды ночью»
- 2/2: «Атланта»
- 0/2: «Игра престолов» / «Очень странные дела» / «Моцарт в джунглях» / «Очевидное» / «Вице-президент» / «Американское преступление» / «Мистер Робот» / «Американцы»
- 1/1: «Голиаф»

| Категории                                                               | Лауреаты и номинанты                                                                                                   | Лауреаты и номинанты                                                                                                   |
| ----------------------------------------------------------------------- | --- | --- |
| Лучший телевизионный сериал (драма)                                     | • Корона / The Crown                                                                                                   | • Корона / The Crown                                                                                                   |
| Лучший телевизионный сериал (драма)                                     | • Игра престолов / Game Of Thrones                                                                                     | |
| Лучший телевизионный сериал (драма)                                     | • Очень странные дела / Stranger Things                                                                                | |
| Лучший телевизионный сериал (драма)                                     | • Это мы / This Is Us                                                                                                  | |
| Лучший телевизионный сериал (драма)                                     | • Мир Дикого запада / Westworld                                                                                        | |
| Лучший телевизионный сериал (комедия или мюзикл)                        | • Атланта / Atlanta | • Атланта / Atlanta |
| Лучший телевизионный сериал (комедия или мюзикл)                        | • Черноватый / Black-ish                                                                                               | |
| Лучший телевизионный сериал (комедия или мюзикл)                        | • Моцарт в джунглях / Mozart in the Jungle                                                                             | |
| Лучший телевизионный сериал (комедия или мюзикл)                        | • Очевидное / Transparent                                                                                              | |
| Лучший телевизионный сериал (комедия или мюзикл)                        | • Вице-президент / Veep                                                                                                | |
| Лучший мини-сериал или телефильм                                        | • Народ против О. Джея Симпсона: Американская история преступлений / The People v. O. J. Simpson: American Crime Story | • Народ против О. Джея Симпсона: Американская история преступлений / The People v. O. J. Simpson: American Crime Story |
| Лучший мини-сериал или телефильм                                        | • Американское преступление / American Crime                                                                           | |
| Лучший мини-сериал или телефильм                                        | • Костюмер / The Dresser                                                                                               | |
| Лучший мини-сериал или телефильм                                        | • Ночной администратор / The Night Manager                                                                             | |
| Лучший мини-сериал или телефильм                                        | • Однажды ночью / The Night Of                                                                                         | |
| Лучший актёр в драматическом телесериале                                | | • Билли Боб Торнтон — «Голиаф» (за роль Билли Макбрайда)                                                               |
| Лучший актёр в драматическом телесериале                                | • Рами Малек — «Мистер Робот» (за роль Эллиота Алдерсона)                                                              | |
| Лучший актёр в драматическом телесериале                                | • Боб Оденкерк — «Лучше звоните Солу» (за роль Сола Гудмана / Джимми Макгилла)                                         | |
| Лучший актёр в драматическом телесериале                                | • Мэттью Риз — «Американцы» (за роль Филипа Дженнингса)                                                                | |
| Лучший актёр в драматическом телесериале                                | • Лев Шрайбер — «Рэй Донован» (за роль Рэймонда «Рэя» Донована)                                                        | |
| Лучшая актриса в драматическом телесериале                              | | • Клэр Фой — «Корона» (за роль Елизаветы II)                                                                           |
| Лучшая актриса в драматическом телесериале                              | • Катрина Балф — «Чужестранка» (за роль Клэр Рэндалл)                                                                  | |
| Лучшая актриса в драматическом телесериале                              | • Кери Расселл — «Американцы» (за роль Элизабет Дженнингс)                                                             | |
| Лучшая актриса в драматическом телесериале                              | • Вайнона Райдер — «Очень странные дела» (за роль Джойс Байерс)                                                        | |
| Лучшая актриса в драматическом телесериале                              | • Эван Рэйчел Вуд — «Мир Дикого запада» (за роль Долорес Абернати)                                                     | |
| Лучший актёр в телесериале (комедия или мюзикл)                         | | • Дональд Гловер — «Атланта» (за роль Эрнеста «Эрна» Маркса)                                                           |
| Лучший актёр в телесериале (комедия или мюзикл)                         | • Энтони Андерсон — «Черноватый» (за роль Андре «Дре» Джонсона)                                                        | |
| Лучший актёр в телесериале (комедия или мюзикл)                         | • Гаэль Гарсиа Берналь — «Моцарт в джунглях» (за роль Родриго де Сузы)                                                 | |
| Лучший актёр в телесериале (комедия или мюзикл)                         | • Ник Нолти — «Грейвс» (англ.) (за роль Ричарда Грейвса)                                                               | |
| Лучший актёр в телесериале (комедия или мюзикл)                         | • Джеффри Тэмбор — «Очевидное» (за роль Морта/Мауры Пфефферман(а))                                                     | |
| Лучшая актриса в телесериале (комедия или мюзикл)                       | | • Трейси Эллис Росс — «Черноватый» (за роль Рейнбоу Джонсон)                                                           |
| Лучшая актриса в телесериале (комедия или мюзикл)                       | • Рэйчел Блум — «Чокнутая бывшая» (за роль Ребекки Банч)                                                               | |
| Лучшая актриса в телесериале (комедия или мюзикл)                       | • Джулия Луи-Дрейфус — «Вице-президент» (за роль Селины Майер)                                                         | |
| Лучшая актриса в телесериале (комедия или мюзикл)                       | • Сара Джессика Паркер — «Развод» (за роль Фрэнсис)                                                                    | |
| Лучшая актриса в телесериале (комедия или мюзикл)                       | • Исса Рэй — «Белая ворона» (англ.) (за роль Иссы Ди)                                                                  | |
| Лучшая актриса в телесериале (комедия или мюзикл)                       | • Джина Родригес — «Девственница Джейн» (за роль Джейн Виллануэвы)                                                     | |
| Лучший актёр в мини-сериале или телефильме                              | | • Том Хиддлстон — «Ночной администратор» (за роль Джонатана Пайна)                                                     |
| Лучший актёр в мини-сериале или телефильме                              | • Риз Ахмед — «Однажды ночью» (за роль Насира «Наза» Хана)                                                             | |
| Лучший актёр в мини-сериале или телефильме                              | • Брайан Крэнстон — «До самого конца» (за роль Линдона Джонсона)                                                       | |
| Лучший актёр в мини-сериале или телефильме                              | • Джон Туртурро — «Однажды ночью» (за роль Джона Стоуна)                                                               | |
| Лучший актёр в мини-сериале или телефильме                              | • Кортни Б. Вэнс — «Народ против О. Джея Симпсона: Американская история преступлений» (за роль Джонни Кокрана)         | |
| Лучшая актриса в мини-сериале или телефильме                            | | • Сара Полсон — «Народ против О. Джея Симпсона: Американская история преступлений» (за роль Марши Кларк)               |
| Лучшая актриса в мини-сериале или телефильме                            | • Райли Кио — «Девушка по вызову» (за роль Кристины Рид)                                                               | |
| Лучшая актриса в мини-сериале или телефильме                            | • Шарлотта Рэмплинг — «Лондонский шпион» (за роль Фрэнсис Тёрнер)                                                      | |
| Лучшая актриса в мини-сериале или телефильме                            | • Керри Вашингтон — «Слушание» (англ.) (за роль Аниты Хилл)                                                            | |
| Лучшая актриса в мини-сериале или телефильме                            | • Фелисити Хаффман — «Американское преступление» (за роль Лесли Грэм)                                                  | |
| Лучший актёр второго плана в телесериале, мини-сериале или телефильме   | | • Хью Лори — «Ночной администратор» (за роль Ричарда Онслоу Ропера)                                                    |
| Лучший актёр второго плана в телесериале, мини-сериале или телефильме   | • Стерлинг К. Браун — «Народ против О. Джея Симпсона: Американская история преступлений» (за роль Кристофера Дардена)  | |
| Лучший актёр второго плана в телесериале, мини-сериале или телефильме   | • Джон Литгоу — «Корона» (за роль Уинстона Черчилля)                                                                   | |
| Лучший актёр второго плана в телесериале, мини-сериале или телефильме   | • Кристиан Слейтер — «Мистер Робот» (за роль мистера Робота)                                                           | |
| Лучший актёр второго плана в телесериале, мини-сериале или телефильме   | • Джон Траволта — «Народ против О. Джея Симпсона: Американская история преступлений» (за роль Роберта Шапиро)          | |
| Лучшая актриса второго плана в телесериале, мини-сериале или телефильме | | • Оливия Колман — «Ночной администратор» (за роль Анджелы Бёрр)                                                        |
| Лучшая актриса второго плана в телесериале, мини-сериале или телефильме | • Лина Хиди — «Игра престолов» (за роль Серсеи Ланнистер)                                                              | |
| Лучшая актриса второго плана в телесериале, мини-сериале или телефильме | • Крисси Метц — «Это мы» (за роль Кейт Пирсон)                                                                         | |
| Лучшая актриса второго плана в телесериале, мини-сериале или телефильме | • Мэнди Мур — «Это мы» (за роль Ребекки Пирсон)                                                                        | |
| Лучшая актриса второго плана в телесериале, мини-сериале или телефильме | • Тэнди Ньютон — «Мир Дикого запада» (за роль Мейв Миллей)                                                             | |

## Специальные награды
Лауреаты специальных наград были объявлены в ноябре 2016 года.
| Премия Сесиля Б. Де Милля (Награда за вклад в кинематограф) |  | • Мерил Стрип |
| Мисс «Золотой глобус» 2017 (Символический титул)            |  | • Систин Роуз Сталлоне, • София Роуз Сталлоне и • Скарлет Роуз Сталлоне (англ.) — (дочери актёра Сильвестра Сталлоне и модели Дженнифер Флавин) |